# The Surfer (2024)
The Surfer is een Australisch-Ierse psychologische thriller uit 2024 geregisseerd door Lorcan Finnegan. De film ging op 18 mei 2024 in première tijdens de 77e editie van het Filmfestival van Cannes.

## Verhaal
De film volgt een man die na velen jaren in de Verenigde Staten heeft gewoond besluit terug te keren naar Australië om zijn familiehuis terug te kopen. Vlakbij zijn familiehuis wordt hij echter in het bijzijn van zijn tienerzoon vernederd door een groep lokale surfers, dit omdat zij het eigendom van het afgelegen strand opeisen waar hij is opgegroeid. Gewond trotseert hij hen en blijft op het strand om de acceptatie op te eisen. Terwijl het conflict tussen hen escaleert, wordt de man op het randje van zijn geestelijke gezondheid gebracht.

## Rolverdeling
| acteur             | personage    |
| ------------------ | ------------ |
| Nicolas Cage       | de surfer    |
| Julian McMahon     | Scally       |
| Nic Cassim         | de kont      |
| Miranda Tapsell    | de fotograaf |
| Alexander Bertrand | Pitbull      |
| Justin Rosniak     | de agent     |
| Finn Little        | het kind     |
| Rahel Romahn       | de makelaar  |
| Charlotte Maggi    | Jenny        |

## Achtergrond
De film werd geregisseerd door Lorcan Finnegan en geproduceerd door Leonora Darby, James Harris, Robert Connolly, Brunella Cocchiglia, Nicolas Cage en Nathan Klingher. Het scenario van de film werd geschreven door Thomas Martin en haalde inspiratie uit de surfgang Lunada Bay Boys uit Palos Verdes Estates, Californië. De opnames van de film vonden in het najaar van 2023 plaats en werd in december 2023 afgerond. Hoofdrollen in de film waren weggelegd voor onder anderen Nicolas Cage, Julian McMahon, Nic Cassim en Miranda Tapsell.

## Release en ontvangst
The Surfer ging op 18 mei 2024 in première tijdens de 77e editie van het Filmfestival van Cannes. Daarnaast was de film op 31 januari 2025 te zien tijdens het International Film Festival Rotterdam, voordat de film op 2 mei 2025 in de bioscopen van de Verenigde Staten werd uitgebracht. De film werd door recensenten in het algemeen positief ontvangen. Op Rotten Tomatoes heeft de film een score van 86% op basis van 152 beoordelingen. Metacritic komt op een score van 67/100, gebaseerd op 29 beoordelingen.